# Букер, Анри
Анри Букер (фр. Henri Bouckaert; 3 мая 1870, Ронк — 29 апреля 1912, Измирский залив, Измир) — французский гребец, чемпион летних Олимпийских игр 1900.
Букер входил на Играх в состав четвёртой французской команды четвёрок, которая не смогла пройти в финал по основной квалификации, однако его команда, и ещё две сборные устроили свой финальный заплыв, который признаётся МОКом. Букер в том финале занял первое место.